# Talisia laevigata
Talisia laevigata là một loài thực vật có hoa trong họ Bồ hòn. Loài này được Acev.-Rodr. miêu tả khoa học đầu tiên năm 1997.